# À la conquête du Pole
À la conquête du Pole è un film muto del 1912 diretto ed interpretato dall'illusionista Georges Méliès.

## Trama
Il film narra il viaggio del professor Maboul (Méliès) e di altre sei persone a bordo di una mongolfiera con meta il Polo nord.
Mentre l'uomo si serve di un aerorazzo per esplorare le costellazioni dello Zodiaco gli altri viaggiatori usano delle auto speciali. Alla fine scende a terra anche Maboul ma si ritrova assieme ai suoi compagni faccia a faccia con il mostro dei ghiacci che divora alcuni uomini. Successivamente la creatura trascina nel suo fondale tutti gli esploratori salvo Maboul che a bordo del suo aereo ne salva una manciata. Finalmente il professore può ritornare in Francia a raccontare la sua avventura.